# Kampfar

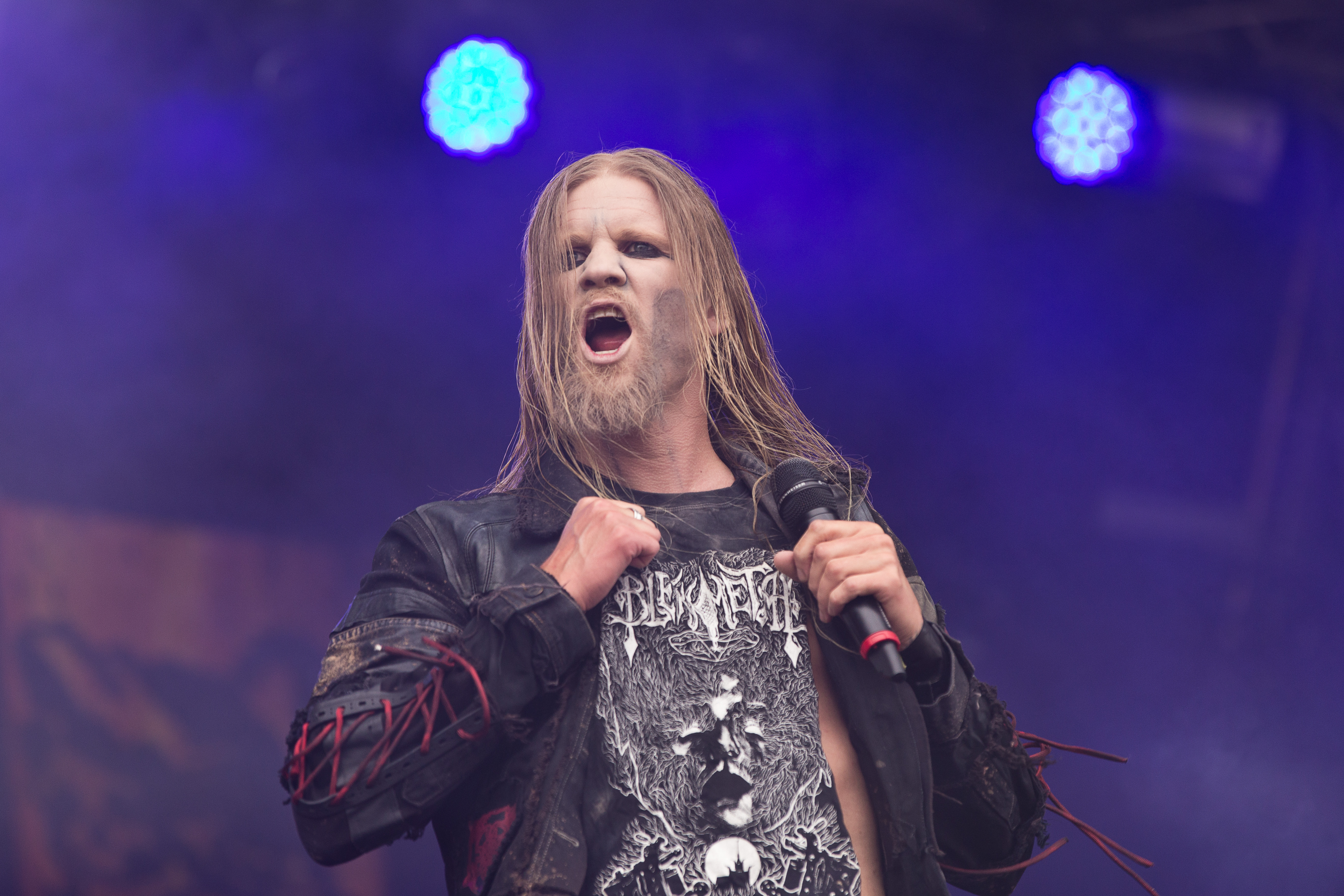
Вокаліст Долк на Rockharz Open Air 2016

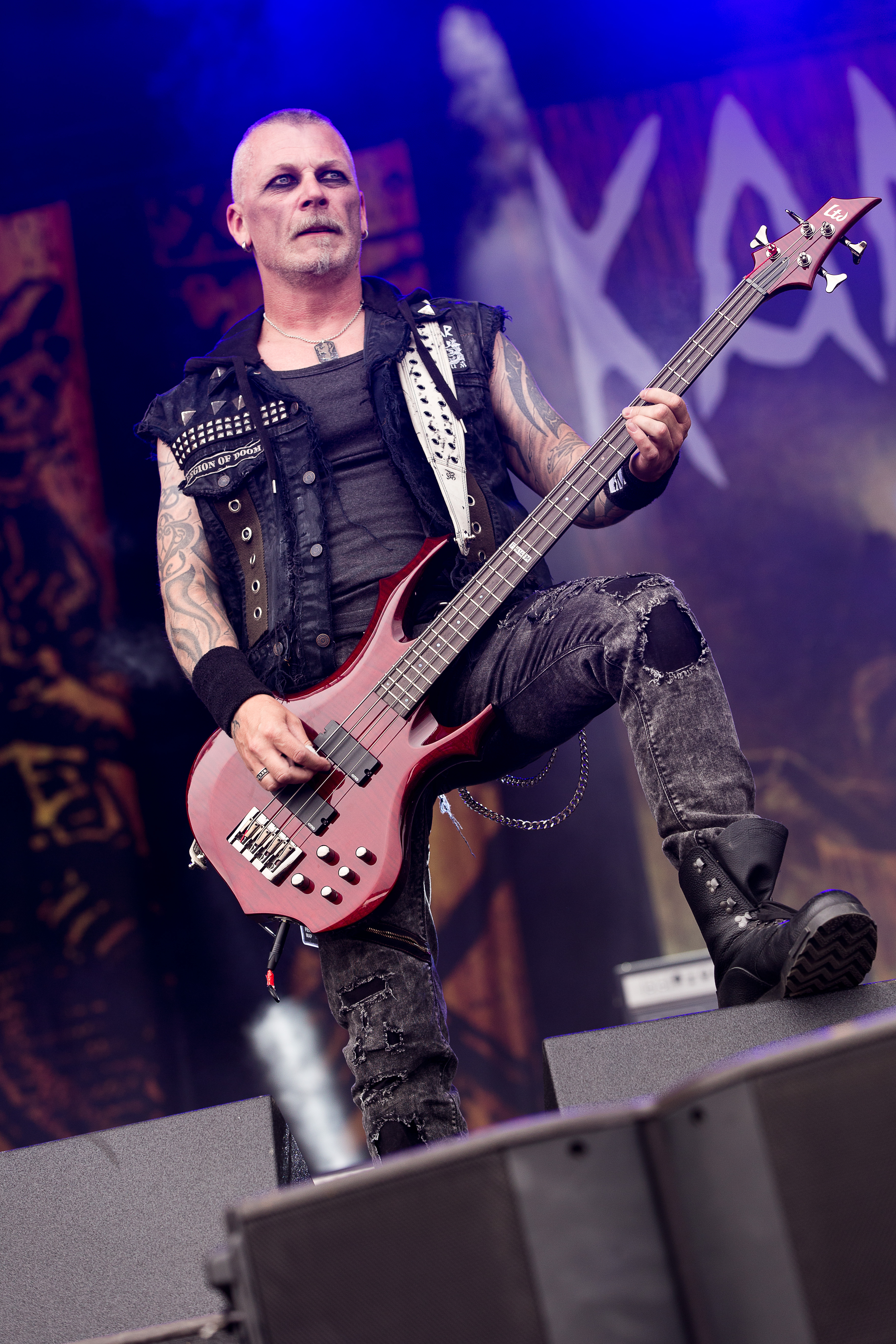
Басист Джон на Rockharz 2016

Kampfar — блек-метал гурт із Фредрікстада, Норвегія. За словами вокаліста Долка, назва гурту це стародавній норвезький бойовий клич, що означає Одін або Вотан. Музику Kampfar можна охарактеризувати як блек-метал, натхненний норвезьким фольклором і природою.

## Історія
Kampfar було засновано Долком (Пер Джоар Спайдеволд) у 1994 році, коли він покинув свій колишній гурт Mock, і до нього приєднався Томас Андреассен. Через два роки дует випустив свій перший однойменний мініальбом. Після цього у 1997 році вийшов перший повноформатний альбом гурту Mellom skogkledde aaser. У 1999 році гурт випустив свій другий альбом Fra underverdenen, який примітний тим, що містить пісню «Norse», яка була першою піснею гурту, написаною англійською, а не норвезькою. Після виходу Fra Underverdenen Кампфар було призупинено. Гурт знову почав знову активно працювати у 2003 році, коли до них приєдналися бас-гітарист Джон Беккер і барабанщик і вокаліст Аск. Попри появу нового складу, гурт не виступав наживо до 2004 року. Вперше це сталося на фестивалі Moshfest в Халдені, неподалік від їхнього рідного міста Фредрікстад. Третій альбом Kvass був записаний з продюсером Руном Йоргенсеном у Silvertone Studio та вийшов у 2006 році. Гурт знову співпрацював з цим продюсером та студією під час роботи над наступним альбомом Heimgang, що вийшов у 2008 році.
У 2010 році Kampfar відправилися на знамениту шведську студію Abyss, щоб записати свій наступний альбом Mare з продюсером Петером Тегтгреном. Ще до виходу альбому Томас покинув гурт, і йому на заміну тимчасово запросили Оле Хартвігсена, але пізніше він приєднався як постійний учасник. Kampfar двічі гастролював Норвегією, Північною Америкою та Європою задля підтримки Mare.
У 2013 році гурт повернувся в Abyss Studio, щоб записати свій шостий студійний альбом Djevelmakt, цього разу працюючи з Йонасом Кьєллгреном як продюсером, в той час, як Пітер Тегтгрен займався зведенням. Djevelmakt був випущений у всьому світі 27 січня 2014 року.
Трохи більше ніж через рік, 13 листопада 2015 року, гурт випустив сьомий повноформатний альбом Profan.. Альбом отримав норвезьку премію Spellemann Award як найкращий метал-альбом року.
3 травня 2019 року Kampfar випустили свій восьмий альбом Ofidians Manifest. Цей альбом був номінований на музичну премію Spellemann Award 2019 у категорії метал.

## Дискографія
- Mellom skogkledde aaser (1997)
- Fra underverdenen (1999)
- Kvass (2006)
- Heimgang (2008)
- Mare (2011)
- Djevelmakt (2014)
- Profan (2015)
- Ofidians Manifest (2019)

## Склад
Поточні учасники
- Долк (Пер Джоар Спайдеволд) — вокал (1994-дотепер)
- Аск (Аск Тай Ульвхедін Берглі Арктанд) — вокал, ударні (2003-дотепер)
- Джон (Джон Беккер — бас-гітара (2003-дотепер)
- Оле (Оле Хартвігсен) — гітара (2011-дотепер)

Колишні учасники
- Томас (Томас Андреассен) — гітара, бас-гітара (1994-2010)